# Dulangkou
Dulangkou (kinesiska: 杜郎口镇, 杜郎口) är en köping i Kina. Den ligger i provinsen Shandong, i den östra delen av landet, omkring 55 kilometer väster om provinshuvudstaden Jinan. Antalet invånare är 31 201. Befolkningen består av 15 432 kvinnor och 15 769 män. Barn under 15 år utgör 15,0 %, vuxna 15-64 år 74 %, och äldre över 65 år 9,0 %.
Genomsnittlig årsnederbörd är 800 millimeter. Den regnigaste månaden är juli, med i genomsnitt 287 mm nederbörd, och den torraste är januari, med 5 mm nederbörd.